# 下村努
下村 努（しもむら つとむ、1964年10月23日 - ）は、物理学者、コンピュータセキュリティの専門家。アメリカのカリフォルニア州在住。ケビン・ミトニックの逮捕に協力した。アメリカ国籍。

## 略歴
愛知県名古屋市生まれ。父は、2008年にノーベル化学賞を受賞した生物発光研究者の下村脩。1歳で両親と共に渡米、プリンストン（ニュージャージー州）で育つ。10歳頃から、平均15歳位の子供達から成るコンピュータ・クラブに参加し、プリンストン大学工学部にあるコンピュータの操作にのめり込む。飛び級を重ね、中学を卒業しないまま12歳頃には高校に上がる。この頃は両親との関係が芳しくなく、家より大学にいる時間が長かったという。さまざまな学問に触れ、物理学と生物学とに惹かれる中、15歳の時に、下村はそのコンピュータに関する能力を買われてプリンストン大学の天文学部で計算担当を務めるようになり、のちにアルバイトとして学部に雇われた。しかし通っていたプリンストン高校では、成績が優れなかったこと、授業態度が教師に疎んじられたこと等により、3年生で放校となる。
1982年、17歳でカリフォルニア工科大学に入学。大学時代には高名な物理学者リチャード・P・ファインマンのもとで2年間学んでいた。しかし大学を中退し、1984年末、19歳の時にロスアラモス国立研究所へ移り、ブロズル・ハスラッカーと共にラチス・ガス・オートメタ・モデルの基本理論を研究する。1986年よりロスアラモス国立研究所のコンピュータ部門において6年間、ハッカー対策のプログラミングに従事。また、物理学の研究者として現場での教育を行うこととなった。
下村は1995年頃はUCSDのサンディエゴ・スーパーコンピュータ・センターにおいて主席特別研究員を務めていた。ただし、『週刊新潮』が2008年10月に下村の母に取材した記事によると、両親は、下村からの連絡があまりないことから、彼が企業勤めなのか大学で研究しているかを知らないという。また下村がコンピュータセキュリティに従事していることも著作『Takedown』が出るまで知らなかったという。両親は、彼がアルカイダの標的になることを非常に恐れていた。そのため、親族にさえも彼の仕事と住所を公表していない。父親の下村脩が、朝日新聞の朝日賞を受賞した際には、当時婚約者だった夫人と、その家族と一緒に来日している。
2008年、父がノーベル賞を受賞した際は、下村は直ちにEメールを送り、家族はこれを喜んだ。なお父のノーベル賞授賞式典には家族として出席し公の場に姿を見せ、家族一緒の撮影にも応じている。

### ミトニック逮捕に協力
1995年、コンピュータージャーナリストのジョン・マーコフとともに、ケビン・ミトニックの逮捕に協力したことで、下村はアメリカ、日本をはじめ世界にその名を知られることとなる。
当時から下村はアメリカでもトップクラスのセキュリティ専門家であった。日本国籍でありながら、有名企業、空軍、国家安全保障会議等から協力を求められていた。連邦捜査局（以下「FBI」と表記）が下村を知ったのは、ミトニック逮捕の数年前に、サンディエゴ・スーパーコンピュータ・センターがFBIに調査依頼をした際であった。以後下村はFBIにも助言することとなった。ミトニックは下村に対抗すべく、1994年末頃、下村の自宅のコンピュータからプログラムを盗んだ上に彼を愚弄するメッセージを残した。追跡を開始した下村は、1995年2月13日、ローリー市の空港近くのアパートにミトニックが潜伏していることを突き止めた。下村と共に張り込みを続けていたFBIがミトニックを逮捕したのは2月15日未明である。同日中にローリー市連邦地裁において人定質問が行われると、ミトニックは初対面の下村を見やり「君の技術に脱帽した」という趣旨の言葉をかけたという。
ミトニック逮捕の報は『ニューヨーク・タイムズ』をはじめ全米のマスコミが大きく取り上げた。下村の元へは世界中から約600件の取材の申し込みが押し寄せたという。『ニューズウィーク』誌は「サイバースペースで最も影響力を持つ50人」のリストに下村を挙げた。また、この事件の経緯が、ジョン・マーコフと下村の共著による書籍『Takedown』（日本語題『テイクダウン』）にまとめられ発刊された。書籍の海外での翻訳権は日本をはじめヨーロッパ各国、ブラジル、台湾で買われた。さらに書籍は映画化され、日本では『ザ・ハッカー』の題でDVD等が販売された。これらの出版社、映画会社が下村らに支払ったのは200万ドルと推定されている。

### ミトニック逮捕後
ミトニックの逮捕後、下村らの著作『Takedown』について論争が起こった。共同著作者であるニューヨーク・タイムズ記者のジョン・マーコフが捜査当局に協力したとされ、マーコフは弁護士を立てて反論する事態となった。
サンフランシスコ在住のジャーナリスト、ジョナサン・リットマンは、下村らの著作とは逆にケビン・ミトニック側の視点から同じ事件を扱った本『Fugitive Game』を書いた。リットマンはオンラインを経由して、ミトニックが逮捕される直前まで連絡を取り合っていた。著作は『Takedown』とは逆にミトニック側の視点で書かれた。そこに登場するミトニックは『Takedown』での彼とはまったく異なる、好人物という印象を読者に与えた。
リットマンは著作において、ミトニック逮捕の経緯におけるマーコフの動きを批判している。ジャーナリストは中立であるべきだが、マーコフは下村側に協力する立場で捜査当局にミトニックに関する情報を渡し、捜査に用いた装置に手を触れることまであったと述べた。しかしマーコフは自分はあくまで「観察者」の立場であったと反論し、リットマンの著作の出版社に当該箇所の訂正を求めたという。他にもリットマンは、『Takedown』におけるミトニックの行為は大げさに描かれており、それは下村側が本や映画の契約を進める上で有利になるからであるとした。しかしマーコフはこの点にも反論しており、インターネット上で関係者間での議論が起こった。

### 日本語能力
下村は1歳で両親と共に渡米している。父である下村脩によれば、下村脩の子供達は英語しか理解できない。1995年に日本人ジャーナリストが彼に取材をしたが、"下村は「まだ（日本語は）なんとか読めるけれど」と英語で答えたが、日本人であるのに決して日本語は話さなかった" としている。

## 著作

### ノンフィクション書籍
原書（英語）
- Tsutomu Shimomura & John Markoff, Takedown: The Pursuit and Capture of Kevin Mitnick, America's Most Wanted Computer Outlaw—By the Man Who Did It, Hyperion Books, 1996/01, ISBN 978-0786862108.
- Tsutomu Shimomura & John Markoff, Takedown, Secker & Warburg, 1996/03, ISBN 978-0436202872.

フランス語訳
- Tsutomu Shimomura & John Markoff, Cybertraque, Omnibus, 1998/03, ISBN 978-2259184021.

日本語訳
- 下村努、ジョン・マーコフ共著 『テイクダウン : 若き天才日本人学者 vs 超大物ハッカー』　近藤純夫訳、徳間書店、1996年5月、上巻：ISBN 978-4198605018、下巻：ISBN 978-4198605025。

### 論文
- 『Minimal Key Lengths for Symmetric Ciphers to Provide Adequate Commercial Security』1996年1月（共同執筆者：下村努、ブルース・シュナイアー、ロナルド・リベスト、マット・ブレイズ、ホイットフィールド・ディフィー、Eric Thompson、Michael Wiener。）(PDF)